# Materiais de referência para análise isotópica estável
Materiais de referência isotópicos são compostos (sólidos, líquidos e gases) com composições isotópicas bem definidas e são as fontes de máximas de exatidão em medições de espectrometria de massa de razões de isótopos. Referências isotópicas são usadas porque espectrômetros de massa são altamente fracionadores de isótopos. Como resultado, a razão isotópica nas medições do instrumento podem ser muito diferentes das medidas da amostra. Além disso, o grau de fracionamento do instrumento muda durante a medição, muitas vezes em uma escala de tempo mais curta do que a duração da medição, e pode depender das características da própria amostra. Ao medir um material de composição isotópica conhecida, o fracionamento dentro do espectrômetro de massa pode ser removido durante o processamento de dados pós-medição . Sem referências de isótopos, as medições por espectrometria de massa seriam muito menos precisas e não poderiam ser usadas em comparações entre diferentes instalações analíticas. Devido ao seu papel crítico na medição de razões de isótopos, e em parte, devido ao legado histórico, os materiais de referência isotópicos definem as escalas nas quais as razões de isótopos são relatadas na literatura científica revisada por pares.
Materiais de referência de isótopos são gerados, mantidos e vendidos pela Agência Internacional de Energia Atômica (AIEA), o Instituto Nacional de Padrões e Tecnologia dos EUA (NIST), o Serviço Geológico dos Estados Unidos (USGS), o Instituto de Materiais e Medições de Referência (IRMM), na Bélgica, e uma variedade de universidades e empresas de suprimentos científicos. Cada um dos principais sistemas de isótopos estáveis (hidrogênio, carbono, oxigênio, nitrogênio e enxofre) tem uma grande variedade de referências que abrangem estruturas moleculares distintas Por exemplo, materiais de referência dos isótopos de nitrogênio incluem moléculas contendo N, como amônia (NH3), dinitrogênio atmosférico (N2), e nitrato (NO3−). Abundâncias isotópicas são comumente relatadas usando a notação δ, que é a proporção de dois isótopos (R) em uma amostra em relação à mesma proporção em um material de referência, frequentemente relatado em por mil (‰) (equação abaixo). O material de referência abrange uma ampla gama de composições isotópicas, incluindo enriquecimento (δ positivo) e depleção (δ negativo). Embora os valores δ das referências estejam amplamente disponíveis, as estimativas das razões isotópicas absolutas (R) nesses materiais raramente são relatadas. Este artigo agrega os valores de δ e R de materiais de referência de isótopos estáveis comuns e não tradicionais.
{\displaystyle \delta ^{X}={\frac {^{x/y}R_{amostra}}{^{x/y}R_{referencia}}}-1}

## Materiais de referência comuns
Os valores δ e as razões isotópicas absolutas de materiais de referência comuns estão resumidos na Tabela 1 e descritos em mais detalhes abaixo. Valores alternativos para as razões isotópicas absolutas de materiais de referência, diferindo apenas modestamente daqueles na Tabela 1, são apresentados na Tabela 2.5 de Sharp (2007) (um texto disponível gratuitamente online), assim como a Tabela 1 do relatório de 1993 da AIEA sobre materiais de referência isotópicos. Para uma lista exaustiva de material de referência, consulte o Apêndice I de Sharp (2007), Tabela 40.1 de Gröning (2004), ou o website da Agência Internacional de Energia Atômica. Observe que a taxa de 13C/12C da Pee Dee Belemnite (VPDB) e a taxa de 34S/32S do troilite do Canyon Diablo de Viena (VCDT) são construções puramente matemáticas; nenhum dos materiais existiu como uma amostra física que pudesse ser medida.
| Nome     | Material   | Tipo de taxa | proporção de isótopos: R (σ) | δ: (Rsmp/Rstd-1)  | Tipo                 | Citação                                                        | Notas                                                                                           |
| -------- | ---------- | ------------ | ---------------------------- | ----------------- | -------------------- | -------------------------------------------------------------- | ----------------------------------------------------------------------------------------------- |
| VSMOW    | H2O (l)    | 2H/1H        | 0.00015576(5)                | 0‰ vs. VSMOW      | Primário, Calibração | Hagemann et al. (1970)(Tse et al. (1980); De Wit et al. (1980) | Análogo a SMOW (construção matemática), VSMOW2 (solução física)                                 |
| SLAP2    | H2O (l)    | 2H/1H        | 0.00008917                   | -427.5‰ vs. VSMOW | Referência           | Calculado de VSMOW                                             | Usado como uma segunda âncora para a escala δ2H                                                 |
| GISP     | H2O (l)    | 2H/1H        | 0.00012624                   | -189.5‰ vs. VSMOW | Referência           | Calculado de VSMOW                                             | Estoque potencialmente fracionado durante a alíquota                                            |
| NBS-19   | CaCO3 (s)  | 13C/12C      | 0.011202(28)                 | +1.95‰ vs. VPDB   | Calibração           | Chang & Li (1990)                                              | Define a escala VPDB, suprimento está esgotado                                                  |
| VPDB     | -          | 13C/12C      | 0.011180                     | 0‰ vs. VPDB       | Primário             | Calculado de NBS-19 (ver também Zhang et al. (1990))           | Suprimento de PDB (assim como PDB II, PDB III) está esgotado VPDB nunca foi um material físico. |
| IAEA-603 | CaCO3 (s)  | 13C/12C      | 0.011208                     | +2.46‰ vs. VPDB   | Calibração           | Calculado de VPDB                                              | Substituição para NBS-19                                                                        |
| LSVEC    | Li2CO3 (s) | 13C/12C      | 0.010686                     | -46.6‰ vs. VPDB   | Referência           | Calculado de VPDB                                              | Usado como uma segunda âncora para a escala δ13C                                                |
| AIR      | N2 (g)     | 15N/14N      | 0.003676(4)                  | 0‰ vs. AIR        | Primário, Calibração | Junk & Svec (1958)                                             | Apenas âncora para a escala δ15N                                                                |
| VSMOW    | H2O (l)    | 18O/16O      | 0.0020052(5)                 | 0‰ vs. VSMOW      | Primário, Calibração | Baertschi (1976); Li et al. (1988)                             | Análogo a SMOW (construção matemática), VSMOW2 (solução física)                                 |
| VSMOW    | H2O (l)    | 17O/16O      | 0.0003800(9)                 | 0‰ vs. VSMOW      | Primário, Calibração | Baertschi (1976); Li et al. (1988)                             | Análogo a SMOW (construção matemática), VSMOW2 (solução física)                                 |
| SLAP2    | H2O (l)    | 18O/16O      | 0.0018939                    | -55.5‰ vs. VSMOW  | Referência           | Calculado de VSMOW                                             | Usado como uma segunda âncora para a escala δ18O                                                |
| GISP     | H2O (l)    | 18O/16O      | 0.0019556                    | -24.76‰ vs. VSMOW | Referência           | Calculado de VSMOW                                             | Estoque potencialmente fracionado durante a alíquota                                            |
| IAEA-S-1 | Ag2S (s)   | 36S/32S      | 0.0001534(9)                 |                   |                      | Ding et al. (2001)                                             | Não existe uma definição formal para a escala isotópica δ33S                                    |
| IAEA-S-1 | Ag2S (s)   | 34S/32S      | 0.0441494(70)                | -0.3‰ vs. VCDT    | Calibração           | Ding et al. (2001)                                             | Define a escala VCDT, âncora única para a escala δ34S                                           |
| IAEA-S-1 | Ag2S (s)   | 33S/32S      | 0.0078776(63)                |                   |                      | Ding et al. (2001)                                             | Não existe uma definição formal para a escala isotópica δ36S                                    |
| VCDT     | -          | 34S/32S      | 0.0441626                    | 0‰ vs. VCDT       | Primário             | Calculado de IAEA-S-1                                          | Troilite do Canyon Diablo é isotopicamente heterogêneoVCDT nunca foi um material físico         |

Na Tabela 1, "Nome" refere-se ao nome comum da referência, "Material" fornece sua fórmula química e fase, "Tipo de razão" é a razão isotópica reportado em "Razão isotópica", "δ" é o valor δ do material com quadro de referência indicado, "Tipo" é a categoria do material usando a notação de Gröening (2004), "Citação" fornece os artigo(s) reportando as abundâncias isotópicas em que a razão de isótopos é baseada, e "Notas" são notas. As razões isotópicas relatadas refletem os resultados de análises individuais da fração de massa absoluta, agregada em Meija et al. (2016) e manipulado para alcançar as proporções dadas. O erro foi calculado como a raiz quadrada da soma dos quadrados dos erros fracionários relatados, consistente com a propagação do erro padrão, mas não é propagado para as razões alcançadas por meio de cálculo secundário. 